# Agathosma eriantha
Agathosma eriantha là một loài thực vật có hoa trong họ Cửu lý hương. Loài này được (Steud.) Steud. mô tả khoa học đầu tiên năm 1840.